# پل بلک (بازیکن فوتبال انگلیسی)
پل بلک (انگلیسی: Paul Black؛ زادهٔ ۱۸ ژانویهٔ ۱۹۹۰) بازیکن فوتبال اهل بریتانیا است.
از باشگاه‌هایی که در آن بازی کرده‌است می‌توان به باشگاه فوتبال منزفیلد تاون، باشگاه فوتبال ترانمره راورز، باشگاه فوتبال اولدهام اتلتیک، باشگاه فوتبال چلتنهام تاون، باشگاه فوتبال بارو، و باشگاه فوتبال کارلایل یونایتد اشاره کرد.